# Anna Maria
Anna Maria – polska piosenka, subtelna ballada, powstała w 1968, wykonywana przez zespół Czerwone Gitary, w oryginalnej wersji zaśpiewana przez jednego z jej liderów Seweryna Krajewskiego, popularna pod koniec lat 60. XX w. i w latach 70. XX w..
Tekst do piosenki zamówił jej kompozytor Seweryn Krajewski u Krzysztofa Dzikowskiego, piszącego utwory m.in. dla Czerwonych Gitar. Krajewski zażyczył sobie, by piosenka zawierała słowa „Anna Maria” (szlagwort). Nie wiadomo, czy kobieta nosząca to imię faktycznie istniała w życiu kompozytora, czy był to jedynie pomysł na intrygujący tekst. Sam Krajewski wielokrotnie zaprzeczał, jakoby łączyło go coś z jakąś Anną Marią. Jednak jego koledzy wspominają, że spotykał się kiedyś ze spikerką Telewizji Katowice o tym imieniu, ale ona wyjechała za granicę, zostawiając zakochanego w niej młodzieńca. Publiczność snuła też swoje domysły, m.in. że Anna Maria to tragicznie zmarła na białaczkę siostra Krajewskiego, co nie jest prawdą.
Oryginalnie utwór został wydany w sierpniu 1968 tylko na singlu (Polskie Nagrania Muza – SP-164). Nie znalazł się na oryginalnym albumie Czerwone Gitary 3 z tego roku, dopiero na jego reedycji na płycie CD w 1992 roku.

## Informacje dodatkowe
- Latem 1970 zainteresowany nagraniem własnej wersji piosenki miał być Elvis Presley, jednak do współpracy nie doszło, ponieważ Stowarzyszenie Autorów ZAiKS nie skontaktowało się z twórcami utworu[6]
- Na jednym z koncertów Przeglądu Piosenki Aktorskiej – 2 maja 2004 – utwór ten wykonali Anna Maria Jopek, Stanisław Sojka i Grzegorz Turnau[7].
- W 2007 na KFPP w Opolu utwór ten wykonał Andrzej Lampert podczas koncertu Niebo z moich stron, poświęconego dokonaniom Seweryna Krajewskiego.